# Nezha

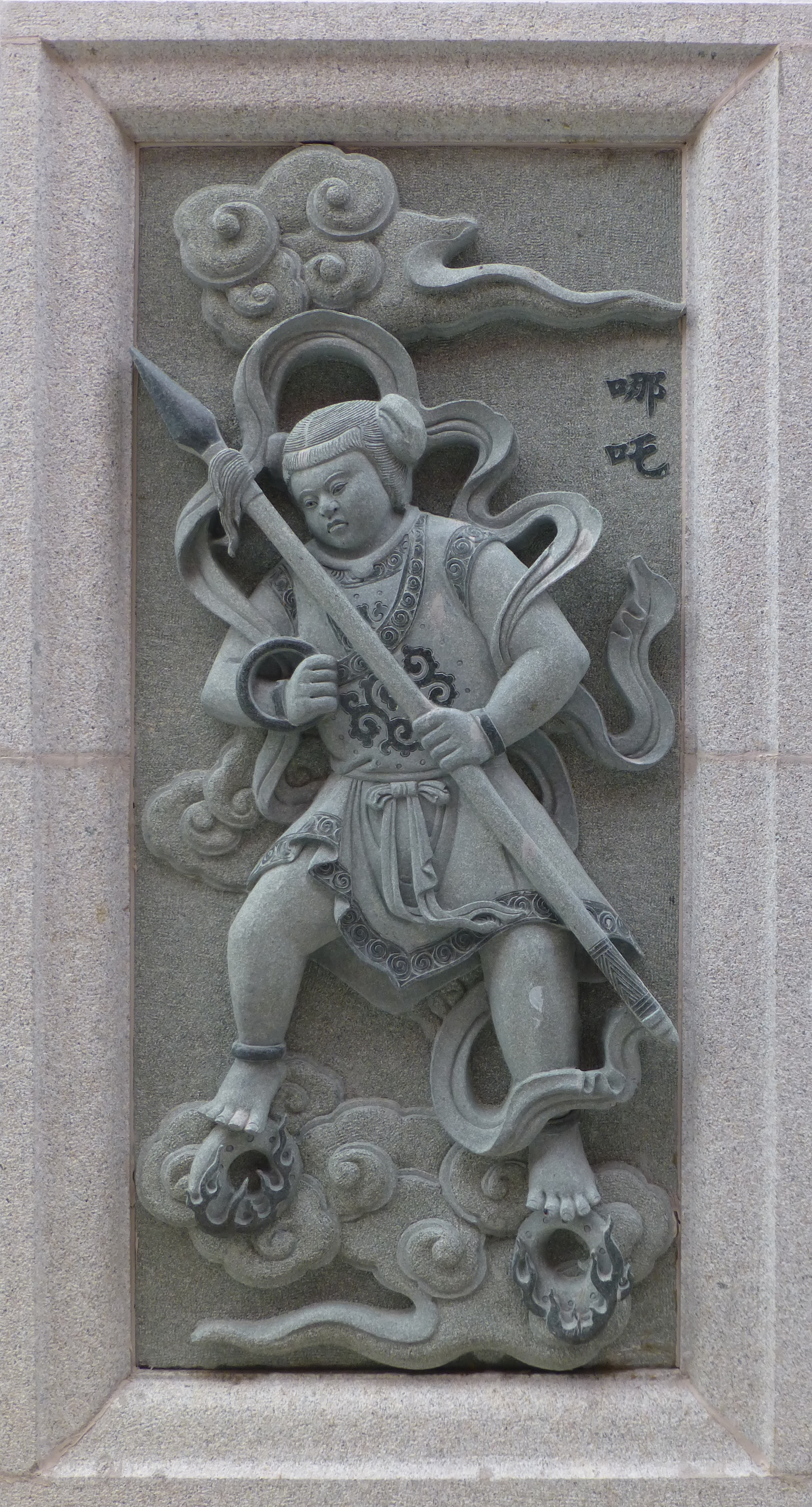
La estatua de Nezha

Nezha, Ne Zha, Na Zha o Nata (en chino, 哪吒; pinyin, Nézhā or Núozhā; pe̍h-ōe-jī, Lô-chhia) es un dios protector en el taoísmo, procedente de la mitología budista china. Su nombre oficial en el Taoísmo es el "Mariscal del Altar Central" (中壇元帥). También se le dio el título de "Tercer Príncipe del Loto" (蓮花三太子) tras convertirse en un dios.

## Biografía
Según Fengshen Yanyi, Nezha nació durante la Dinastía Shang en una fortaleza militar en Paso Chentang. Su padre fue un comandante militar llamado Li Jing, quien se hizo el "Rey Celeste de Manejar Pagoda" después. La madre de Nezha, la Señora Yin, dio a luz a una bola de carne después de haber estado embarazada tres años y seis meses. Li Jing creyó que su esposa había dado a luz a un demonio y atacó la bola con su espada. La bola se abrió y Nezha se tiró de la bola ya como un niño en lugar de un bebé. Nezha podía hablar y caminar inmediatamente después de nacer. Posteriormente, el inmortal Taiyi Zhenren lo aceptó como estudiante. Nezha tenía dos hermanos mayores, Jinzha, un discípulo de Bodhisattva Manjushri, y Muzha, un discípulo de Bodhisattva Samantabhadra.
Una vez cuando Nezha jugó cerca del mar, luchó y mató a Ao Bing, el tercer hijo de Ao kuang, el Rey Dragón del Mar Oriental. Ao Kuang y sus hermanos hicieron frente a Nezha y su familia, y amenazaron con inundar el Paso Chentang. Nezha se suicidó a causa de su familia. Después su profesor Taiyi Zhenren le devolvió la vida con las raíces de loto para construir su cuerpo humano.

## Religión

### Nezha en lareligión tradicional china
Nezha es adorado en la religión popular china y se le llama "Mariscal del Altar Central" o "Príncipe Nezha", el "Tercer Príncipe".
Como en el folclore tradicional, Nezha vuela rápidamente sobre sus ruedas de viento, por lo que también se le considera el dios tutelar de muchos conductores profesionales, como camiones, taxis o conductores de autobuses turísticos. Suelen colocar una pequeña estatua de Nezha en los vehículos para una conducción segura.
Nezha también es considerado a menudo como el dios patrón de los niños y la piedad filial. Los padres hacían una ofrenda a Nezha con la esperanza de que sus hijos crecieran fuertes, sanos y fueran obedientes y respetuosos.